# Toba (jezioro)
Toba – jezioro kalderowe powstałe w wulkaniczno-tektonicznej niecce na Sumatrze, wyspie należącej do Indonezji, w północnej części pasma górskiego Barisan, największe w Archipelagu Malajskim.
- Długość: około 100 km, szerokość około 34 km
- Powierzchnia: 1940 km²
- Położone na wysokości 911 m n.p.m.
- Głębokość maksymalna: 505 m

Uformowane w zalanej kalderze superwulkanu Toba (erupcja 73–75 tys. lat temu).
Wybuch tego superwulkanu był tak potężny (ósmy, czyli najwyższy stopień w skali eksplozywności), że był przyczyną zmian klimatycznych na całej kuli ziemskiej. Podczas erupcji superwulkanu wydobyło się wiele trujących związków chemicznych (np. dwutlenek siarki, siarkowodór, dwutlenek węgla i inne gazy wulkaniczne). W atmosferze przez około 1800 lat unosił się pył, który ograniczał docieranie promieni słonecznych do powierzchni Ziemi, co wywołało tzw. zimę wulkaniczną, a ta z kolei spowodowała masowe wymieranie gatunków. Istnieją hipotezy, że zmiany te miały decydujący wpływ na rozwój człowieka jako gatunku, ponieważ katastrofę i jej następstwa przeżyło jedynie kilka tysięcy osób, z których rozwinęła się cała późniejsza populacja, co miałoby wpłynąć na zmiany w informacji genetycznej człowieka. 
Na środku jeziora znajduje się wyspa Samosir (do 1905 zamieszkiwana przez kanibali) o powierzchni 640 km². Okolice jeziora zamieszkuje lud Bataków.